# Премія Ізраїлю
Премія Ізраїлю (івр. פרס ישראל) — найпрестижніша премія, що видається урядом Ізраїлю. Премію вручають щороку у День незалежності Ізраїлю на урочистій церемонії в Єрусалимі, в присутності Президента, Прем'єр-міністра, Голови Кнесету і Президента Верховного суду.
Премію було засновано в 1953 році за ініціативи міністра освіти країни Бен-Ціона Дінура, що сам двічі здобув цю премію пізніше — в 1958 і 1973 роках.
Премію вручають у чотирьох категоріях, які циклічно змінюються з періодичністю від 4 до 7 років, окрім останньої категорії, премію з якої вручають щороку:
- гуманітарні науки, соціальні науки, юдаїзм
- природничі і точні науки
- культура, мистецтво, журналістика і спорт
- життєвий внесок та значний внесок у розвиток держави Ізраїль (з 1972 року)

Лауреатами премії можуть стати громадяни Ізраїлю та ізраїльські організації, що відзначилися в своїх галузях або зробили великий внесок до ізраїльської культури і суспільства. Переможці відбираються комітетом судей, очолюваним міністром освіти. Судді також призначаються міністром освіти, їх рішення мають бути одностайними.
Станом на 2004 рік, премію було вручено 551 лауреату, серед яких такі відомі і поза межами країни люди, як Шмуель Йосеф Аґнон, Аарон Аппельфельд, Абба Ебан, Леа Ґолдберґ, Ісраель Ауманн, Міхаель Озер Рабін і Саарон Шела. У виключних випадках премію можуть вручати і громадянам інших країн, що довго мешкали в Ізраїлі, так Зубін Мета, диригент Ізраїльського філармонічного оркестра родом з Індії, отримав її в 1991 році.
Розмір премії в 2008 році склав 75 тис. шекелів.

## Ресурси Інтернету
- Офіційна сторінка Премії Ізраїлю (івр.)